# Greater Britain
Greater Britain (englisch für Größeres Britannien) ist ein im Jahr 1868 von Charles Dilke geprägtes politisches Schlagwort der britischen Imperialisten für ein eng mit dem Vereinigten Königreich verbundenes Kolonialreich.
Charles Dilke veröffentlichte 1868 ein gleichnamiges Buch, in dem er unter dem Begriff Greater Britain den riesigen, von dem Vereinigten Königreich geprägten Länderkomplex verstand.